# Brian Gayle
Brian Gayle (Kingston upon Thames, 6 marzo 1965) è un ex calciatore inglese, di ruolo difensore.

## Caratteristiche tecniche
Era un difensore centrale.

## Carriera
Nell'ottobre del 1984 viene tesserato dal Wimbledon FC, club della seconda divisione inglese; nella stagione 1984-1985 gioca per alcuni mesi in prestito ai Napier City Rovers in Nuova Zelanda e, successivamente, passa sempre in prestito ai semiprofessionisti del Tooting&Mitcham, con cui realizza 2 reti in 18 presenze. Nella stagione 1985-1986, nella quale il Wimbledon conquista la prima promozione in prima divisione della sua storia, Gayle totalizza 24 presenze ed una rete in campionato; l'anno seguente va invece a segno una volta in 33 presenze in prima divisione.
Nella stagione 1987-1988 vince la FA Cup (primo ed unico trofeo maggiore conquistato dai Dons nella loro storia) e totalizza 26 presenze ed una rete in prima divisione. A fine stagione viene ceduto al Manchester City, con cui nella stagione 1988-1989 gioca 41 partite in seconda divisione e conquista la promozione in prima divisione, categoria nella quale la stagione seguente gioca 11 partite, per poi passare a stagione in corso all'Ipswich Town, con cui gioca per una stagione e mezza nella seconda divisione inglese.
Dal 1991 al 1996 veste la maglia dello Sheffield Utd: con le Blades gioca 80 partite e segna 7 reti in 4 campionati consecutivi in prima divisione (gli ultimi mesi della stagione 1990-1991 e le 3 stagioni successive), a cui aggiunge complessive 39 presenze e 2 reti in seconda divisione nelle stagioni 1994-195 e 1995-1996. Nella parte conclusiva della stagione 1995-1996 veste poi la maglia dell'Exeter City, con cui disputa 10 partite in quarta divisione.
Tra il 1996 ed il 1999 gioca in vari club di quarta divisione (Rotherham Utd, Bristol Rovers, nuovamente l'Exeter City e lo Shrewsbury Town), collezionando complessivamente 109 presenze ed una rete in categoria nell'arco del triennio. Dopo una stagione di inattività, nel 2000 va a giocare nei semiprofessionisti del Telford Utd, ed al termine della stagione 2000-2001 si ritira.

## Palmarès

### Club

#### Competizioni nazionali
- Coppa d'Inghilterra: 1

Wimbledon: 1987-1988